# Golegã
Golegã – miejscowość w Portugalii, leżąca w dystrykcie Santarém, w regionie Alentejo, w podregionie Lezíria do Tejo. Miejscowość jest siedzibą gminy o tej samej nazwie.

## Demografia
| Liczba ludności gminy Golegã (1801–2011) | Liczba ludności gminy Golegã (1801–2011) | Liczba ludności gminy Golegã (1801–2011) | Liczba ludności gminy Golegã (1801–2011) | Liczba ludności gminy Golegã (1801–2011) | Liczba ludności gminy Golegã (1801–2011) | Liczba ludności gminy Golegã (1801–2011) | Liczba ludności gminy Golegã (1801–2011) | Liczba ludności gminy Golegã (1801–2011) | Liczba ludności gminy Golegã (1801–2011) |
| ---------------------------------------- | ---------------------------------------- | ---------------------------------------- | ---------------------------------------- | ---------------------------------------- | ---------------------------------------- | ---------------------------------------- | ---------------------------------------- | ---------------------------------------- | ---------------------------------------- |
| 1801                                     | 1849                                     | 1900                                     | 1930                                     | 1960                                     | 1981                                     | 1991                                     | 2001                                     | 2004                                     | 2011                                     |
| 2 452                                    | 2 866                                    | 5 694                                    | 6 325                                    | 6 150                                    | 5 963                                    | 6 072                                    | 5 710                                    | 5 629                                    | 5 465                                    |

## Sołectwa
Sołectwa gminy Golegã (ludność wg stanu na 2011 r.)
- Azinhaga – 1620 osób
- Golegã – 3845 osób

## Współpraca
Miejscowość partnerska:
- Waregem, Belgia